# Labeo
Pour les articles homonymes, voir Labeo (homonymie).
Genre
Le genre Labeo regroupe plusieurs espèces de poissons de la famille des Cyprinidae.
Le Labeo bicolor, autrefois classé dans le genre Labeo, est désormais classé dans le genre Epalzeorhynchos. Il est encore fréquemment appelé « Labéo » dans le milieu aquariophile.

## Liste des espèces
- Labeo alluaudi - Pellegrin, 1933
- Labeo almorae - Chaudhuri, 1912
- Labeo alticentralis - Tshibwabwa, 1997
- Labeo altivelis - Peters, 1852
- Labeo angra - (Hamilton, 1822)
- Labeo annectens - Boulenger, 1903
- Labeo ansorgii - Boulenger, 1907
- Labeo ariza - (Hamilton, 1807)
- Labeo baldasseronii - Di Caporiacco, 1948
- Labeo barbatulus - (Sauvage, 1878)
- Labeo barbatus - Boulenger, 1898
- Labeo bata - (Hamilton, 1822)
- Labeo batesii - Boulenger, 1911
- Labeo boga - (Hamilton, 1822)
- Labeo boggut - (Sykes, 1839)
- Labeo bottegi - Vinciguerra, 1897
- Labeo boulengeri - Vinciguerra, 1912
- Labeo brachypoma - Günther, 1868
- Labeo caeruleus - Day, 1877
- Labeo calbasu - (Hamilton, 1822)
- Labeo camerunensis - Trewavas, 1974
- Labeo capensis - (Smith, 1841)
- Labeo chrysophekadion - (Bleeker, 1850)
- Labeo congoro - Peters, 1852
- Labeo coubie - Rüppell, 1832
- Labeo curchius - (Hamilton, 1822)
- Labeo curriei - Fowler, 1919
- Labeo cyclopinnis - Nichols et Griscom, 1917
- Labeo cyclorhynchus - Boulenger, 1899
- Labeo cylindricus - Peters, 1852
- Labeo degeni - Boulenger, 1920
- Labeo dero - (Hamilton, 1822)
- Labeo devdevi - Hora, 1936
- Labeo dhonti - Boulenger, 1920
- Labeo djourae - Blache et Miton, 1960
- Labeo dussumieri - (Valenciennes in Cuvier et Valenciennes, 1842)
- Labeo dyocheilus - (McClelland, 1839)
- Labeo erythropterus - Valenciennes in Cuvier et Valenciennes, 1842
- Labeo falcipinnis - Boulenger, 1903
- Labeo fimbriatus - (Bloch, 1795)
- Labeo fisheri - Jordan et Starks, 1917
- Labeo forskalii - Rüppell, 1835
- Labeo fuelleborni - Hilgendorf et Pappenheim, 1903
- Labeo gedrosicus - Zugmayer, 1912
- Labeo gonius - (Hamilton, 1822)
- Labeo greenii - Boulenger, 1902
- Labeo gregorii - Günther, 1894
- Labeo horie - Heckel, 1847
- Labeo indramontri - Smith, 1945
- Labeo kawrus - (Sykes, 1839)
- Labeo kibimbi - Poll, 1949
- Labeo kirkii - Boulenger, 1903
- Labeo kontius - (Jerdon, 1849)
- Labeo lineatus - Boulenger, 1898
- Labeo longipinnis - Boulenger, 1898
- Labeo lualabaensis - Tshibwabwa, 1997
- Labeo lukulae - Boulenger, 1902
- Labeo luluae - Fowler, 1930
- Labeo lunatus - Jubb, 1963
- Labeo macmahoni - Zugmayer, 1912
- Labeo macrostoma - Boulenger, 1898
- Labeo maleboensis - Tshibwabwa, 1997
- Labeo mesops - Günther, 1868
- Labeo molybdinus - Du Plessis, 1963
- Labeo moszkowskii - Ahl, 1922
- Labeo nandina - (Hamilton, 1822)
- Labeo nasus - Boulenger, 1899
- Labeo nigricans - Boulenger, 1911
- Labeo nigripinnis - Day, 1877
- Labeo niloticus - (Forsskål, 1775)
- Labeo nunensis - Pellegrin, 1929
- Labeo pangusia - (Hamilton, 1822)
- Labeo parvus - Boulenger, 1902
- Labeo pellegrini - Zolezzi, 1939
- Labeo percivali - Boulenger, 1912
- Labeo pierrei - (Sauvage, 1880)
- Labeo pietschmanni - Machan, 1930
- Labeo polli - Tshibwabwa, 1997
- Labeo porcellus - (Heckel, 1844)
- Labeo potail - (Sykes, 1839)
- Labeo quadribarbis - Poll et Gosse, 1963
- Labeo rajasthanicus - Datta et Majumdar, 1970
- Labeo rectipinnis - Tshibwabwa, 1997
- Labeo reidi - Tshibwabwa, 1997
- Labeo rohita - (Hamilton, 1822)
- Labeo rosae - Steindachner, 1894
- Labeo roseopunctatus - Paugy, Guégan et Agnèse, 1990
- Labeo rouaneti - Daget, 1962
- Labeo rubromaculatus - Gilchrist et Thompson, 1913
- Labeo ruddi - Boulenger, 1907
- Labeo sanagaensis - Tshibwabwa, 1997
- Labeo seeberi - Gilchrist et Thompson, 1911
- Labeo senegalensis - Valenciennes in Cuvier et Valenciennes, 1842
- Labeo simpsoni - Ricardo-Bertram, 1943
- Labeo sorex - Nichols et Griscom, 1917
- Labeo stolizkae - Steindachner, 1870
- Labeo trigliceps - Pellegrin, 1926
- Labeo udaipurensis - Tilak, 1968
- Labeo umbratus - (Smith, 1841)
- Labeo victorianus - Boulenger, 1901
- Labeo weeksii - Boulenger, 1909
- Labeo werneri - Lohberger, 1929
- Labeo worthingtoni - Fowler, 1958
- Labeo yunnanensis - Chaudhuri, 1911